# 法式焗菜

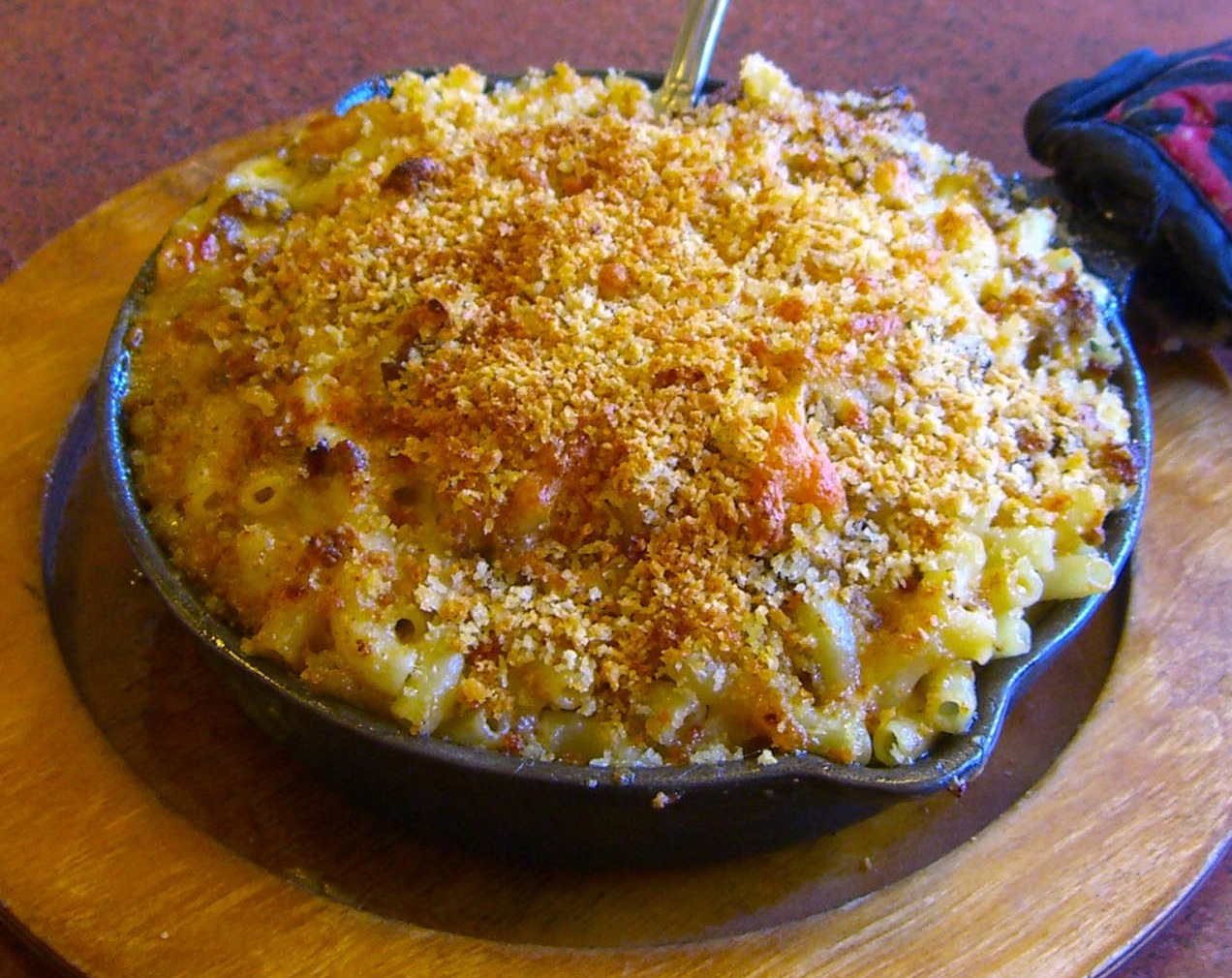
一份通心粉-肉-奶酪焗菜

法式焗菜（法語：gratin，法語發音：[ɡʁatɛ̃]），俗称焗烤、粤语又譯區加甸（au gratin），是源于法餐的一种常见料理方式，主要特征是在浅盘盛放的食材上覆盖面包屑、奶酪屑、鸡蛋或奶油，然后通过烤箱烘烤使得表面金黄酥脆。

## 馬鈴薯焗菜

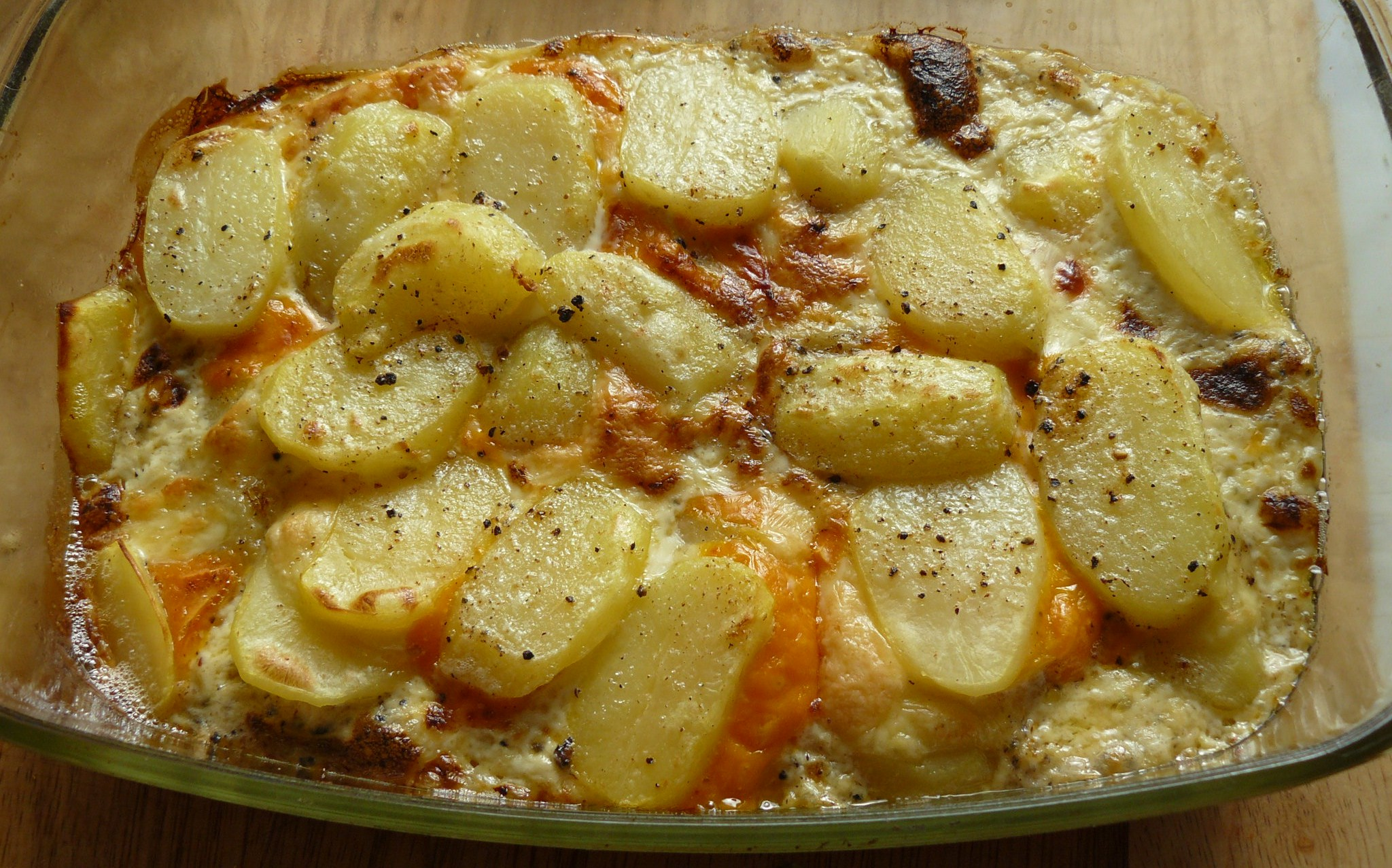
法式奶酪焗马铃薯

马铃薯焗菜是最常见的法式焗菜之一。将切成薄片的水煮馬鈴薯放在铺了黄油的耐火碟中，撒上奶酪，然后在烤箱中或烤架下烤成褐色。
另一种做法是将大块的马铃薯放在烤箱中烘烤，然后切成两半，去皮，将去皮的马铃薯与黄油、奶油、磨碎的奶酪和调味料一起捣碎，将混合物放回马铃薯皮中，放入烤盘中，撒上磨碎的奶酪，在烤箱中或烤架下烤成褐色。这种做法也称为“两次烤馬鈴薯”。
法国的多菲内和萨伏伊两个地区发明了自己特有的马铃薯焗菜。
多菲内焗菜的做法是将生馬鈴薯切成薄片，加入牛奶或奶油，然后在涂有大蒜的黄油盘中煮熟。馬鈴薯去皮后切成硬币的厚度，将它们放在浅陶器中，在烤箱里慢慢烤熟，最后10分钟内升温。多菲内焗通常不加奶酪，不过也有一些做法会加入奶酪和鸡蛋。
萨伏伊焗菜通常使用波弗特奶酪，加入黄油和清汤。不使用奶油。

## 其他焗菜

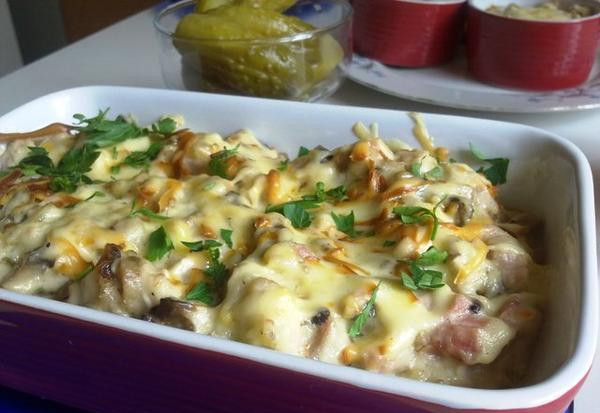
一份奶油蘑菇焗鸡肉

以上所述的焗菜所用的马铃薯可以换成各类意式麵食、覆有面包屑的茄子和番茄、花椰菜、菠菜和胡桃南瓜等蔬菜、鱼或海鲜。许多用鱼做成的焗菜通常使用白色的焗菜酱和奶酪，很快就能烤成褐色。
此外，俄语中将奶油焗蘑菇（此焗法亦用于肉类）称为（源自本义为“切细丝”的法语julienne一词）。

## 註
1. ↑  區讀如甌、歐、鷗（烏侯切）。